# Ладду
Ладду́  (англ. Laddu или Laddoo, хинди लड्डू) — десерт из гороховой (нутовой) муки, топлёного сливочного масла, с орехами, кокосовой стружкой и сладкими специями: корицей, кардамоном и мускатным орехом, популярный в странах Южной Азии, таких как Индия, Пакистан, Непал, Бангладеш.
Ладду представляет собой сладкие шарики, размером с абрикос. Готовят этот десерт из манной крупы, гороховой или пшеничной муки — существует множество видов и рецептов приготовления. 
Ладду часто готовят на праздники и фестивали.

## Этимология
Название «ладду» возводят к санскритскому слову ладдука (или латтика), означающему «маленький шарик».

## Использование
В индуистской культуре они символизируют изобилие и благополучие; так, бога Ганеши изображают с подносом ладду в руках.
Ладду часто готовят к фестивалям или семейным мероприятиям, таким как свадьбы, дни рождения, или предоставляться в виде Прасада[прояснить] в индуистских храмах, особенно в храме Тирумалы Венкатешвары, Андхра-Прадеше.
Ладду считается традиционным десертом на празднике Ураза-байрам в некоторых мусульманских общинах.

## Приготовление
Основные ингредиенты:
- Сливочное масло
- Кокосовая стружка
- Мускатный орех молотый
- фундук
- Корица молотая
- Сахарная пудра

Время приготовления: 20-30 минут.

## Виды
Аюрведа предлагает некоторые виды этого десерта, например, ладду с шамбалой (пажитником) — аюрведическое средство при проблемах с желудком.
Или ладду, приготовленное из изюма — аюрведа советует для беременных и кормящих матерей.
Для придания специфического вкуса в различных рецептах этого десерта используют грецкие орехи, орехи кешью, сухофрукты, кокосовые хлопья.
Рава ладду — популярный индийский десерт — сладкие шарики, приготовленные из манной крупы, сахара, топлёного масла. В различных вариантах рецепта в сладости добавляются изюм, кардамон, орех кешью, кокосовые хлопья, мак.

## Влияние на культуру
Ладду фигурирует в фильме «Инглиш-винглиш» (English Vinglish) в качестве фирменного блюда главной героини.

## Галерея

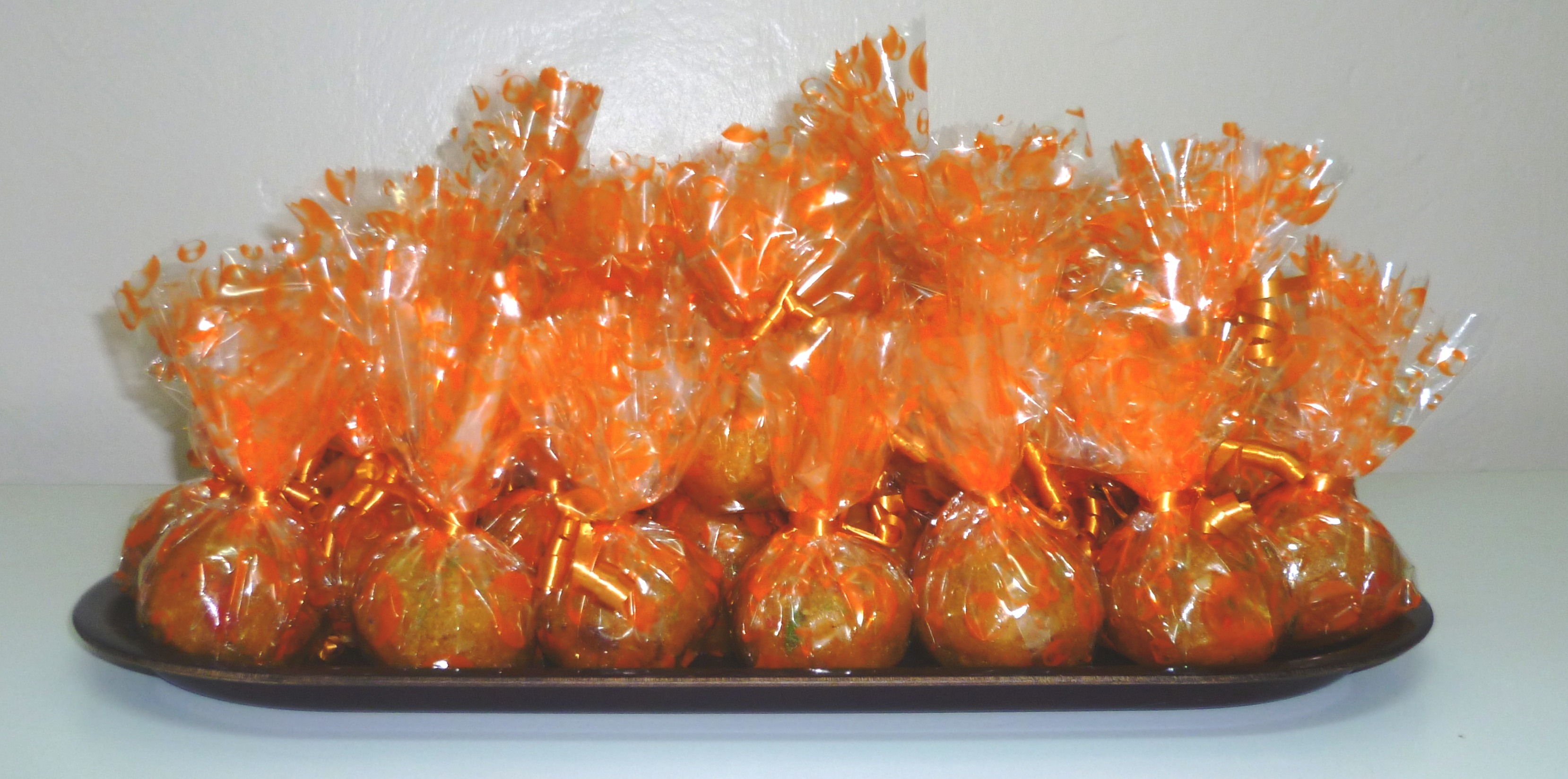
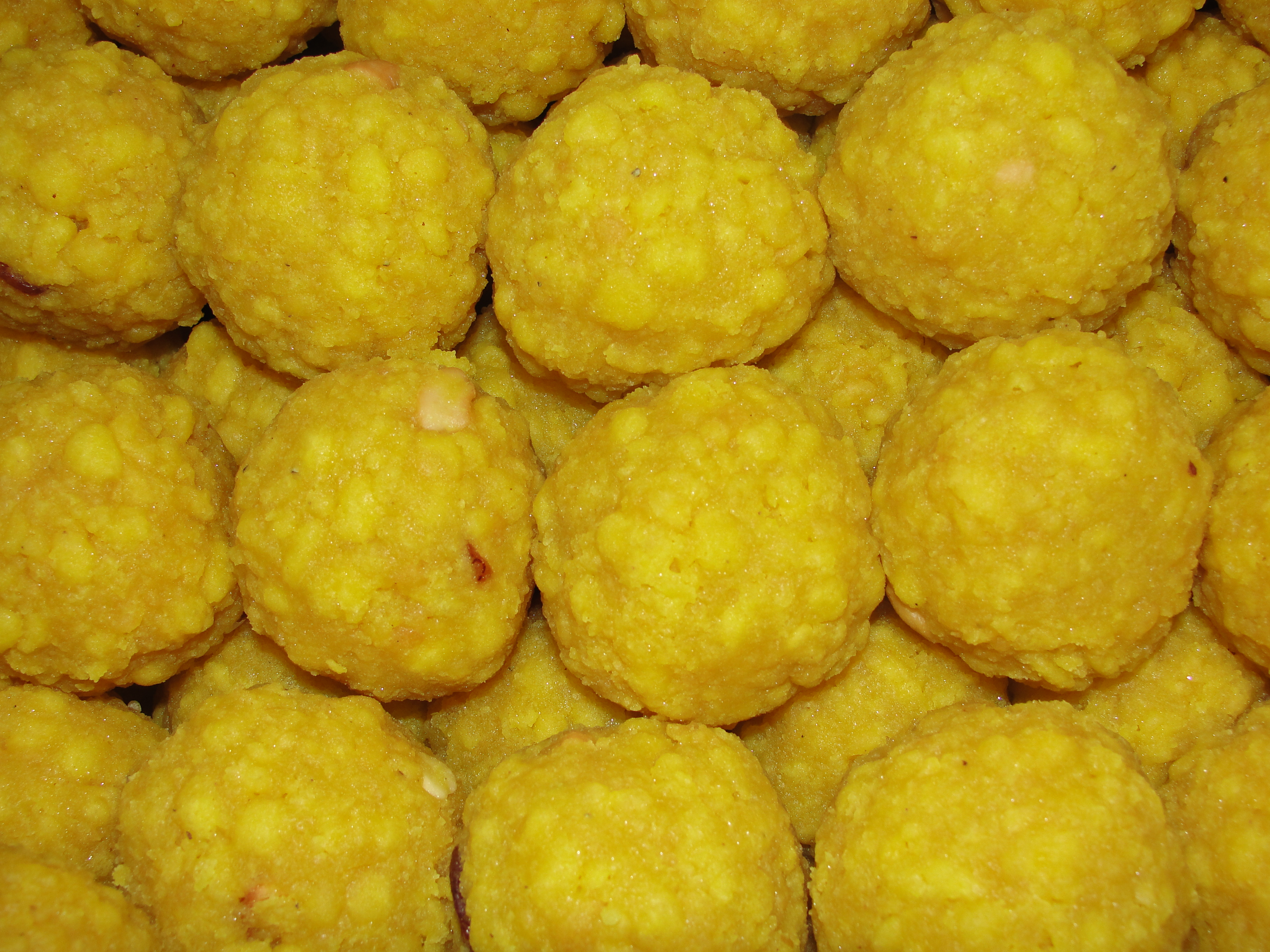
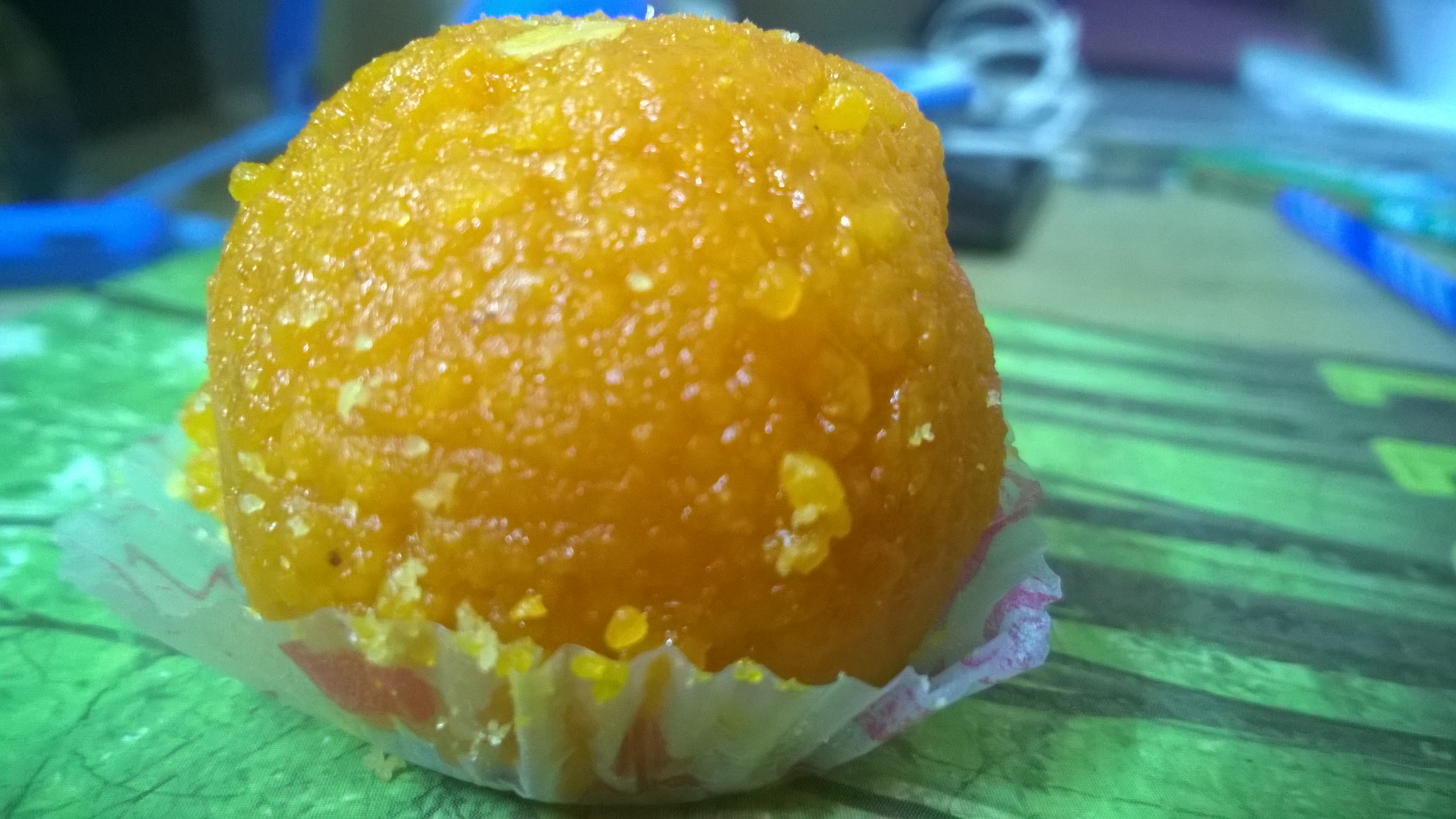
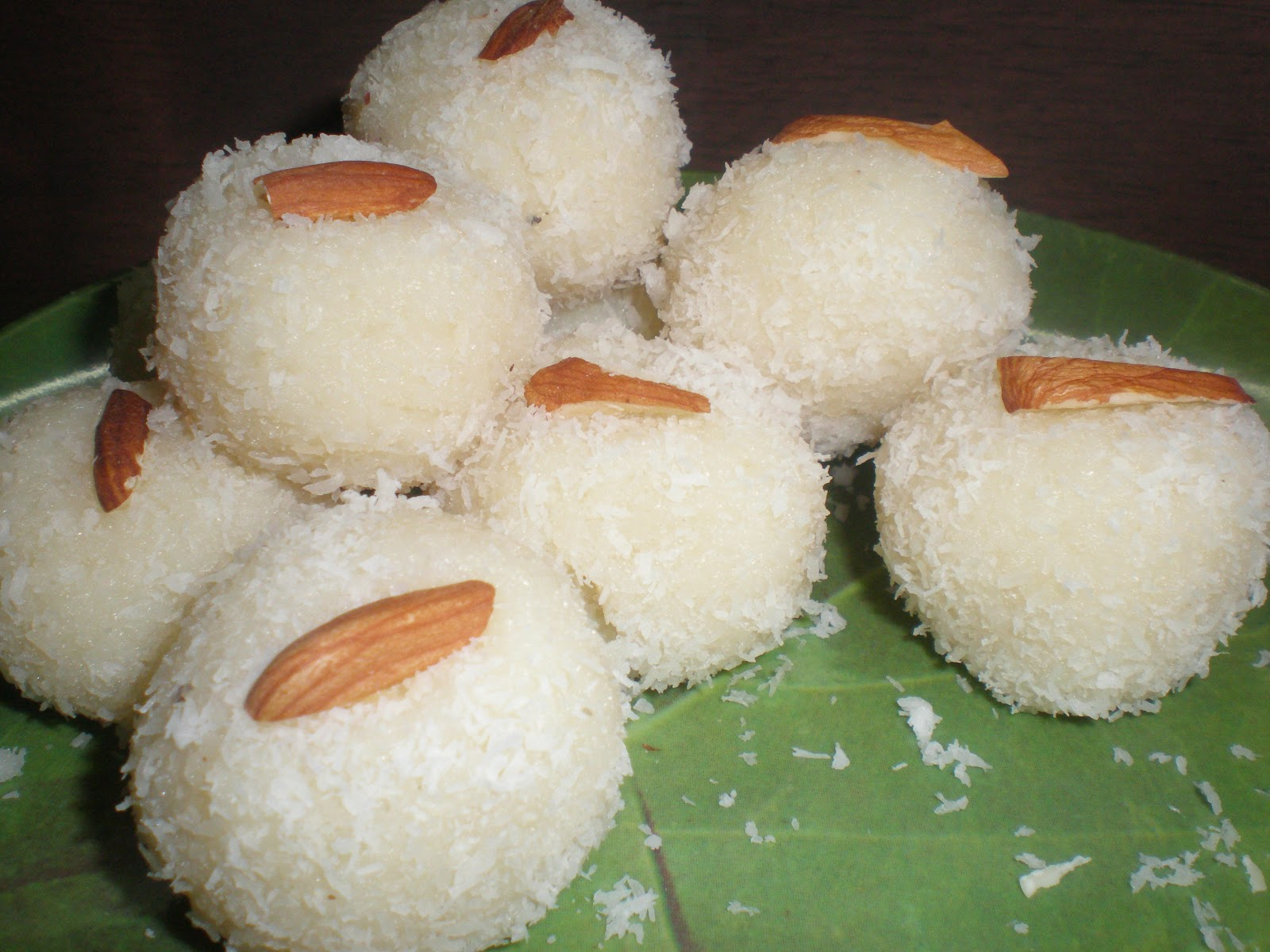

Различные разновидности ладду.